# Pales viridescens
Pales viridescens là một loài ruồi trong họ Tachinidae.